# Асплунд, Юсефин
Мари́я Ю́сефин А́сплунд (швед. Maria Josefin Asplund, род. 15 октября 1991, Стокгольм) — шведская актриса. Она исполнила роль Перниллы, дочери Микаэля Блумквиста в фильме «Девушка с татуировкой дракона» (2011). Также сыграла главную роль в фильме «Круг», который является киноадаптацией шведского бестселлера.

## Биография
В 2007—2010 годах училась в престижной гимназии Södra Latin в Стокгольме.

## Фильмография
| Год       |     | Русское название              | Оригинальное название           | Роль               |
| --------- | --- | ----------------------------- | ------------------------------- | ------------------ |
| 2011      | ф   | Девушка с татуировкой дракона | The Girl with the Dragon Tattoo | Пернилла Блумквист |
| 2012      | ф   | Девочка по вызову             | Call Girl                       | Соня               |
| 2013      | кор | Пока мы не поздоровались      | Piska en matta                  | Каролина           |
| 2015      | ф   | Круг                          | Cirkeln                         | Ребекка Молин      |
| 2015      | мтф |                               | Arne Dahl: Efterskalv           | Молли              |
| 2016      | с   |                               | Sept nains et moi               | Бланш Уайт         |
| 2016      | кор |                               | Stödgruppen                     | Фелисия            |
| 2016—2018 | с   | Викинги                       | Vikings                         | Астрид             |
| 2018      | с   |                               | Conspiracy of Silence           | неизвестно         |